# Haurietis Aquas
Haurietis aquas (en latín, Beberéis aguas) es una encíclica del papa Pío XII, publicada el 15 de mayo de 1956, en la que trata sobre el culto al Sagrado Corazón de Jesús. La encíclica comienza con unas palabras del Antiguo Testamento "Beberéis aguas con gozo en las fuentes del Salvador", del profeta Isaías (Is 12,3), que el papa ve realizadas en los cien años transcurridos desde que el papa Papa Pío IX mandó celebrar en toda la Iglesia la fiesta del Sagrado Corazón de Jesús.
En la propia introducción el papa expone una síntesis de toda la encíclica, ponderando la excelencia del culto al Sagrado Corazón.

[El] estrecho vínculo que, según la Sagrada Escritura, existe entre el Espíritu Santo, que es Amor por esencia, y la caridad divina que debe encenderse cada vez más en el alma de los fieles, nos revela a todos en modo admirable, venerables hermanos, la íntima naturaleza del culto que se ha de atribuir al Sacratísimo Corazón de Jesucristo. En efecto; manifiesto es que este culto, si consideramos su naturaleza peculiar, es el acto de religión por excelencia, esto es, una plena y absoluta voluntad de entregarnos y consagrarnos al amor del Divino Redentor, cuya señal y símbolo más viviente es su Corazón traspasado (n. 2).

## Estructura del texto
El modo en que se organiza el texto facilita su lectura y consulta pues los 37 puntos que la componen -exceptuando los que inician la encíclica y algunas de sus partes- tienen su propio epígrafe. A su vez estos puntos se agrupan en 6 partes, cuyos títulos muestran el hilo del discurso. Por ello, antes de resumir su contenido, se recoge aquí su estructura, indicando detrás de cada título el número de los puntos que lo integran:
- I. Fundamentación teológica (nn. 3-8)
  - Dificultades y objeciones (n. 3)
  - La doctrina de los papas (n. 4)
  - Fundamentación del culto (n. 5)
  - Culto de latría (n. 6)
  - Antiguo Testamento (nn. 7-8)

- II. Nuevo Testamento y Tradición (nn. 9-16)
  - Amor divino y humano (nn. 11-12)
  - Santos Padres (n. 13)
  - Corazón físico (n. 14)
  - Símbolo del triple amor de Cristo (nn. 15-16)

- III. Contemplación del amor del Corazón de Jesús (17-19)

- - Eucaristía, María, Cruz (n. 20)
  - Iglesia, sacramentos (n. 21)
  - Ascensión(n. 22)
  - Pentecostés (n. 23)
  - Sagrado Corazón, símbolo del amor de Cristo (n. 24)

- IV. Historia del culto del Sagrado Corazón (nn. 25-29) /li>
  - Santos, Santa Margarita María  (n. 26)
  - 1765, Clemente XIII, y 1856, Pío IX (n. 27)
  - Culto al Corazón de Jesús, culto en espíritu y en verdad (n. 28)
  - La más completa profesión de la religión cristiana (n. 29

- V. Sumo aprecio por el culto al Sagrado Corazón de Jesús (nn. 30-37)
  - Difusión de este culto (n. 32)
  - Penas actuales de la Iglesia (nn. 33-34)
  - Un culto providencial (n. 35)
  - Final (nn. 36-37)

## Contenido de la encíclica
I. El papa comienza exponiendo la fundamentación teológica de este culto, y rebatiendo la acusaciones de naturalismo y sentimentalismo que a veces se oyen; o la consideración de una más de las prácticas devocionales, y poco apta para reanimar las espiritualidad moderna, al considerar que esta devoción exige penitencia y explicación. (n. 3). Frente a estas opiniones recoge la doctrina de sus antecesores, así León XIII, en su encíclica Annum Sacrum, la llamó "práctica religiosa dignísima de todo encomio" y poderoso remedio para los males de su tiempo, iguales a los de hoy. Pío XI afirmó en la encíclica Miserentissimus Redemptor, "¿No están acaso contenidos en esta forma de devoción el compendio de toda la religión y aun la norma de vida más perfecta, puesto que constituye el medio más suave de encaminar las almas al profundo conocimiento de Cristo Señor nuestro y el medio más eficaz que las mueve a amarle con más ardor y a imitarle con mayor fidelidad y eficacia?", y refiriéndose a los frutos recogidos en su mismo pontificado: las manifestaciones de piedad promovidas por el Apostolado de la Oración, la consagración de algunas naciones al Sagrado Corazón y las cartas, discursos y radiomensajes que él mismo ha realizado.
Expone con precisión el motivo del culto de latría que se tributa al Sagrado Corazón,

Tal motivo [...] es doble: el primero, común también a los demás miembros adorables del Cuerpo de Jesucristo, se funda en el hecho de que su Corazón, por ser la parte más noble de su naturaleza humana, está unido hipostáticamente a la Persona del Verbo de Dios, y, por consiguiente, se le ha de tributar el mismo culto de adoración con que la Iglesia honra a la Persona del mismo Hijo de Dios encarnado [...]

El otro motivo se refiere ya de manera especial al Corazón del Divino Redentor, y, por lo mismo, le confiere un título esencialmente propio para recibir el culto de latría: su Corazón, más que ningún otro miembro de su Cuerpo, es un signo o símbolo natural de su inmensa caridad hacia el género humano.
Haurietis Aquas, n. 6

Aunque en la Sagrada Escritura no hay ninguna referencia explícita al culto al Sagrado Corazón, en el Antiguo Testamento queda constancia del amor de Dios al género humano, expresado -tal como recoge la encíclica- con imágenes llenas de ternura, así se lee en el profeta Oseas "Cuando Israel era niño, yo le amé; y de Egipto llamé a mi hijo... Yo enseñé a andar a Efraín, los tomé en mis brazos" (Os 11, 5-6) y en el Cantar de los Cantares, "Ponme como sello sobre tu corazón, como sello sobre tu brazo, pues fuerte como la muerte es el amor, duros como el infierno los celos; sus ardores son ardores de fuego y llamas" (Cant 8, 6).
II. Es en cualquier caso a través del Evangelio como se puede conocer el amor humano y divino de Cristo a todos y cada uno de los hombres. "En efecto, el misterio de la Redención divina es, ante todo y por su propia naturaleza, un misterio de amor; esto es, un misterio del amor justo de Cristo a su Padre celestial, a quien el sacrificio de la cruz, ofrecido con amor y obediencia, presenta una satisfacción sobreabundante e infinita por los pecados del género humano" (n. 10). El Papa acude a Santo Tomás (Sum. Theol, 3, 15, 4; 18, 6) para explicar la naturaleza de ese amor:

Luego si no hay duda alguna de que Jesús poseía un verdadero Cuerpo humano, dotado de todos los sentimientos que le son propios, entre los que predomina el amor, también es igualmente verdad que El estuvo provisto de un corazón físico, en todo semejante al nuestro, puesto que, sin esta parte tan noble del cuerpo, no puede haber vida humana, y menos en sus afectos. Por consiguiente, no hay duda de que el Corazón de Cristo, unido hipostáticamente a la Persona divina del Verbo, palpitó de amor y de todo otro afecto sensible; mas estos sentimientos estaban tan conformes y tan en armonía con su voluntad de hombre esencialmente plena de caridad divina, y con el mismo amor divino que el Hijo tiene en común con el Padre y el Espíritu Santo, que entre estos tres amores jamás hubo falta de acuerdo y armonía.
Haurietis Aquas, n. 12

Los autores sagrados y los Padres de la Iglesia "prueban que Jesucristo estuvo sujeto a los sentimientos y efectos humanos y que por eso precisamente tomó la naturaleza humana para procurarnos la eterna salvación" (n. 14), sin embargo no refieren expresamente estos afectos a su corazón físicamente considerado. En cualquier caso, tal como sucede en todos los hombres los sentimiento afectan al cuerpo, y especialmente al corazón.

Luego con toda razón, es considerado el corazón del Verbo Encarnado como signo y principal símbolo del triple amor con que el Divino Redentor ama continuamente al Eterno Padre y a todos los hombres.

Es, ante todo, símbolo del divino amor que en El es común con el Padre y el Espíritu Santo, y que sólo en El, como Verbo Encarnado, se manifiesta por medio del caduco y frágil velo del cuerpo humano, ya que en «El habita toda la plenitud de la Divinidad corporalmente» .
Además, el Corazón de Cristo es símbolo de la ardentísima caridad que, infundida en su alma, constituye la preciosa dote de su voluntad humana y cuyos actos son dirigidos e iluminados por una doble y perfectísima ciencia, la beatífica y la infusa.
Finalmente, y esto en modo más natural y directo, el Corazón de Jesús es símbolo de su amor sensible, pues el Cuerpo de Jesucristo, plasmado en el seno castísimo de la Virgen María por obra del Espíritu Santo, supera en perfección, y, por ende, en capacidad perceptiva a todos los demás cuerpos humanos.
Haurietis Aquas, n. 15

III. El texto de la encíclica invita a la contemplación del amor del corazón de Jesús, considerando algunos pasajes de la vida de Cristo tal como la exponen los evangelios, deteniéndose especialmente en su Encarnación en el seno virginal de María, en su Pasión, en la institución de la Eucaristía y en su Ascensión a los Cielos. El papa se detiene especialmente en el nacimiento de la Iglesia:

Por lo tanto, del Corazón traspasado del Redentor nació la Iglesia, verdadera dispensadora de la sangre de la Redención; y del mismo fluye abundantemente la gracia de los sacramentos que a los hijos de la Iglesia comunican la vida sobrenatural, como leemos en la sagrada Liturgia: «Del Corazón abierto nace la Iglesia, desposada con Cristo... Tú, que del Corazón haces manar la gracia».
Haurietis Aquas, n. 21

Concluye este apartado reafirmando que el Corazón de Cristo refleja todo el amor de la divina persona del Verbo, es imagen de la doble naturaleza divina y humana del Salvador, y que, por tanto, cuando se adora el Sagrado Corazón en él se adora tanto su amor humano y divino por el que se inmoló toda la humanidad y por la Iglesia. Ese amor de Cristo le hace ser Abogado ante el Padre, que por medio de su Hijo hará descender con abundancia sobre los hombres sus gracias divinas.
IV. El papa dedica esta parte de su encíclica a repasar la historia del culto del Sagrado Corazón pues, aunque está persuadido de que el Corazón de Jesús siempre ha estado presente en la piedad cristiana, comprueba que en los últimos siglos esa presencia se ha acrecentado. Recuerda así algunos santos que se ha distinguido especialmente por haber establecido y promovido esta devoción, así por ejemplo

san Buenaventura, san Alberto Magno, santa Gertrudis, santa Catalina de Siena, el beato Enrique Suso, san Pedro Canisio y san Francisco de Sales. San Juan Eudes es el autor del primer oficio litúrgico en honor del Sagrado Corazón de Jesús, cuya fiesta solemne se celebró por primera vez, con el beneplácito de muchos Obispos de Francia, el 20 de octubre de 1672.
Haurietis Aquas, n. 26

Pero un especial papel ha representado Santa Margarita Maria Alacoque, que fue favorecida por una revelación particular en que el Señor le mostró su Corazón Sacratísimo; al que la santa supo responder con un celo que promovió este culto, ciertamente ya difundido, hasta un grado antes no conocido. Antes ya de estos hechos, un decreto de la Sagrada Congregación de Ritos aprobado por el papa Clemente XIII el 6 de febrero de 1765, concedió a los obispos de Francia y a la Archicofradía Romana del Sagrado Corazón de Jesús la facultad de celebrar la fiesta litúrgica. Menos de un siglo después, respondiendo a la suplicas de obispos de caso todo el mundo, Pío IX extendió a toda la Iglesia la fiesta del Sagrado Corazón, mediante Decreto de la Sagrada Congregación de Ritos del 23 de agosto de 1856.
Desde los primeros documentos oficiales relativos a este culto la Iglesia tiene la persuasión de que

sus elementos esenciales, es decir, los actos de amor y de reparación tributados al amor infinito de Dios hacia los hombres, lejos de estar contaminados de materialismo y de superstición, constituyen una norma de piedad, en la que se cumple perfectamente aquella religión espiritual y verdadera que anunció el Salvador mismo a la Samaritana: «Ya llega tiempo, y ya estamos en él, cuando los verdaderos adoradores adorarán al Padre en espíritu y en verdad, pues tales son los adoradores que el Padre desea. Dios es espíritu, y los que lo adoran deben adorarle en espíritu y en verdad»
Haurietis Aquas, n. 28

V. La última parte de la encíclica muestra el sumo aprecio por el culto del Sagrado Corazón de Jesús y exhorta a los obispos -a quien de modo directo se dirige- para que cuiden la promoción de esta devoción. Señala que mediante este culto el hombre se dispone a honrar y amar en sumo grado a Dios y consagrarse a servicio de la divina caridad. Ante las penas que sufre la Iglesia el culto al Sagrado Corazón es una respuesta adecuada que aliente a los cristianos en su lucha por establecer el Reino de Jesucristo en el mundo. Además la devoción al Corazón de Jesús promoverá el culto a la santísima Cruz y al Sacramento del altar.
El papa anima a los fieles para que unan estrechamente esta devoción al Corazón de Jesús con la del Inmaculado Corazón de la Madre de Dios, pues ha sido designio divino que en la obra de la Redención María estuviese inseparablemente unida a Cristo.

Por eso, el pueblo cristiano que por medio de María ha recibído de Jesucristo la vida divina, después de haber dado al Sagrado Corazón de Jesús el debido culto, rinda también al amantísimo Corazón de su Madre celestial parecidos obsequios de piedad, de amor, de agradecimiento y de reparación. En armonía con este sapientísimo y suavísimo designio de la divina Providencia, Nos mismo, con un acto solemne [el 31 de octubre de 1942], dedicamos y consagramos la santa Iglesia y el mundo entero al Inmaculado Corazón de la Santísima Virgen María
Haurietis Aqua, n. 36

Concluye el papa expresando su deseo de que el pueblo cristiano celebre solemnemente en todas partes el centenario de la institución de la fiesta del Sagrado Corazón de Jesús por su santidad Pío IX.